# Octave Merlier
Pour les articles homonymes, voir Merlier.
Octave Merlier, né le 25 octobre 1897 à Roubaix et mort le 24 juillet 1976 à Athènes, est un helléniste français.

## Biographie
Il fait ses études supérieures à la Sorbonne et suit des cours à l'École pratique des hautes études. 
En 1923 il épouse Melpo Logothéti (el), musicologue et folkloriste, et, en 1925, s'installe à Athènes, où il devient Professeur à l'Institut français d'Athènes. Spécialiste de la langue grecque, il est directeur de cet Institut français d'Athènes de 1938 à 1961. Durant l'occupation de la France, le régime de Vichy le place en résidence surveillée dans le Cantal. Mais en 1945, il est de retour en Grèce. Il y contribue, avec son directeur adjoint, Roger Milliex, à la venue en France de plus de 150 étudiants, artistes, et créateurs grecs, notamment Georges Candilis, Cornelius Castoriadis, Kostas Axelos,  et Kostas Papaioannou, en leur faisant attribuer des bourses proposées par la France et en affrétant un navire, le Mataroa.
Il meurt en 1976 à Athènes. Une rue porte désormais son nom dans cette ville, au coin de la rue Sina où se trouve toujours l’Institut français.

## Œuvres
- Athènes moderne, Les Belles Lettres, coll. « Le monde hellénique », 1930
- Le Quatrième Évangile. La Question johannique, thèse de 1945 publiée en 1961[4],[5],
- Itinéraires de Jésus et chronologie dans le Quatrième Évangile, 1961[5]
- Ο τελευταίος ελληνισμός της Μικράς Ασίας. Έκθεση του έργου του Κέντρου Μικρασιατικών Σπουδών, 1930-1973. Κατάλογος (« Dernier hellénisme de l'Asie Mineure : exposition de l'œuvre du Centre de Recherches Micro-asiatiques, 1930-1973 : catalogue »), 1974 (en collaboration avec Melpo Merlier)

Traductions, éditions
- Angelos Sikélianos, Poèmes akritiques ; La mort de Digénis : tragédie, adaptation d'Octave Merlier, 1960
- Dionysios Solomos, La vision prophétique du moine Dionysios, ou La femme de Zante, édition d'Octave Merlier, 1987